# Бока (Горж)
Бока (рум. Boca) насеље је у Румунији у округу Горж у општини Самаринешти. Oпштина се налази на надморској висини од 221 m.

## Становништво
Према подацима из 2002. године у насељу је живело 317 становника, од којих су сви румунске националности.